# Svetovno prvenstvo v motociklizmu sezona 1977
Svetovno prvenstvo v motociklizmu sezona 1977 je bila devetindvajseta sezona Svetovnega prvenstva v motociklizmu.

## Velike nagrade
| Št | Velika nagrada | Dirkališče     | Zmagovalec - 50    | Zmagovalec - 125   | Zmagovalec - 250   | Zmagovalec - 350  | Zmagovalec - 500 | Poročilo |
| 1  | Venezuela      | San Carlos     |                    | Angel Nieto        | Walter Villa       | Johnny Cecotto    | Barry Sheene     | Poročilo |
| 2  | Avstrija       | Salzburgring   |                    | Eugenio Lazzarini  |                    |                   | Jack Findlay     | Poročilo |
| 3  | Nemčija        | Hockenheimring | Herbert Rittberger | Pier Paolo Bianchi | Christian Sarron   | Takazumi Katayama | Barry Sheene     | Poročilo |
| 4  | Nations        | Imola          | Eugenio Lazzarini  | Pier Paolo Bianchi | Franco Uncini      | Alan North        | Barry Sheene     | Poročilo |
| 5  | Španija        | Jarama         | Angel Nieto        | Pier Paolo Bianchi | Takazumi Katayama  | Michel Rougerie   |                  | Poročilo |
| 6  | Francija       | Paul Ricard    |                    | Pier Paolo Bianchi | Jon Ekerold        | Takazumi Katayama | Barry Sheene     | Poročilo |
| 7  | Jugoslavija    | Opatija        | Angel Nieto        | Pier Paolo Bianchi | Mario Lega         | Takazumi Katayama |                  | Poročilo |
| 8  | Nizozemska     | Assen          | Angel Nieto        | Angel Nieto        | Mick Grant         | Kork Ballington   | Wil Hartog       | Poročilo |
| 9  | Belgija        | Spa            | Eugenio Lazzarini  | Pier Paolo Bianchi | Walter Villa       |                   | Barry Sheene     | Poročilo |
| 10 | Švedska        | Anderstorp     | Ricardo Tormo      | Angel Nieto        | Mick Grant         | Takazumi Katayama | Barry Sheene     | Poročilo |
| 11 | Finska         | Imatra         |                    | Walter Villa       | Pier Paolo Bianchi | Takazumi Katayama | Johnny Cecotto   | Poročilo |
| 12 | Češkoslovaška  | Brno           |                    |                    | Franco Uncini      | Johnny Cecotto    | Johnny Cecotto   | Poročilo |
| 13 | V. Britanija   | Silverstone    |                    | Pierluigi Conforti | Kork Ballington    | Kork Ballington   | Pat Hennen       | Poročilo |

## Dirkaško prvenstvo

### Razred 500 cm3
| Mesto | Dirkač           | Št | Država          | Moštvo | Točke | Zmage |
| ----- | ---------------- | -- | --------------- | ------ | ----- | ----- |
| 1     | Barry Sheene     | 1  | Zdr. kraljestvo | Suzuki | 107   | 6     |
| 2     | Steve Baker      | 32 | ZDA             | Yamaha | 80    | 0     |
| 3     | Pat Hennen       | 40 | ZDA             | Suzuki | 67    | 1     |
| 4     | Johnny Cecotto   |    | Venezuela       | Yamaha | 50    | 2     |
| 5     | Steve Parrish    |    | Zdr. kraljestvo | Suzuki | 39    | 0     |
| 6     | Giacomo Agostini | 7  | Italija         | Yamaha | 37    | 0     |
| 7     | Franco Bonera    |    | Italija         | Suzuki | 37    | 0     |
| 8     | Philippe Coulon  | 6  | Švica           | Suzuki | 36    | 0     |
| 9     | Teuvo Lansivuori | 2  | Finska          | Suzuki | 35    | 0     |
| 10    | Wil Hartog       |    | Nizozemska      | Suzuki | 30    | 1     |

### Razred 350 cm3
| Mesto | Dirkač             | Št | Država          | Moštvo | Točke | Zmage |
| ----- | ------------------ | -- | --------------- | ------ | ----- | ----- |
| 1     | Takazumi Katayama  | 7  | Japonska        | Yamaha | 95    | 5     |
| 2     | Tom Herron         | 4  | Zdr. kraljestvo | Yamaha | 56    | 0     |
| 3     | Jon Ekerold        |    | Južna Afrika    | Yamaha | 54    | 0     |
| 4     | Michel Rougerie    |    | Francija        | Yamaha | 50    | 1     |
| 5     | Kork Ballington    |    | Južna Afrika    | Yamaha | 46    | 1     |
| 6     | Olivier Chevallier | 9  | Francija        | Yamaha | 39    | 0     |
| 7     | Christian Sarron   |    | Francija        | Yamaha | 38    | 0     |
| 8     | Patrick Fernandez  |    | Francija        | Yamaha | 34    | 0     |
| 9     | Johnny Cecotto     | 2  | Venezuela       | Yamaha | 30    | 2     |
| 10    | Alan North         |    | Južna Afrika    | Yamaha | 30    | 1     |

### Razred 250 cm3
| Mesto | Dirkač            | Št | Država          | Moštvo          | Točke | Zmage |
| ----- | ----------------- | -- | --------------- | --------------- | ----- | ----- |
| 1     | Mario Lega        |    | Italija         | Morbidelli      | 85    | 1     |
| 2     | Franco Uncini     |    | Italija         | Harley-Davidson | 72    | 2     |
| 3     | Walter Villa      | 1  | Italija         | Harley-Davidson | 67    | 3     |
| 4     | Takazumi Katayama |    | Japonska        | Yamaha          | 58    | 1     |
| 5     | Tom Herron        | 4  | Zdr. kraljestvo | Yamaha          | 54    | 0     |
| 6     | Kork Ballington   |    | Južna Afrika    | Yamaha          | 49    | 1     |
| 7     | Alan North        | 6  | Južna Afrika    | Yamaha          | 43    | 0     |
| 8     | Mick Grant        |    | Zdr. kraljestvo | Kawasaki        | 42    | 2     |
| 9     | Jon Ekerold       |    | Južna Afrika    | Yamaha          | 42    | 1     |
| 10    | Patrick Fernandez |    | Francija        | Yamaha          | 28    | 0     |

### Razred 125 cm3
| Mesto | Dirkač                 | Št | Država     | Moštvo     | Točke | Zmage |
| ----- | ---------------------- | -- | ---------- | ---------- | ----- | ----- |
| 1     | Pier Paolo Bianchi     | 1  | Italija    | Morbidelli | 131   | 7     |
| 2     | Eugenio Lazzarini      | 7  | Italija    | Morbidelli | 105   | 1     |
| 3     | Angel Nieto            | 2  | Španija    | Bultaco    | 80    | 3     |
| 4     | Jean-Louis Guignabodet | 6  | Francija   | Morbidelli | 62    | 0     |
| 5     | Anton Mang             | 5  | Z. Nemčija | Morbidelli | 55    | 0     |
| 6     | Gert Bender            |    | Z. Nemčija | Bender     | 38    | 0     |
| 7     | Harald Bartol          |    | Avstrija   | Morbidelli | 32    | 0     |
| 8     | Hans Müller            |    | Švica      | Morbidelli | 32    | 0     |
| 9     | Stefan Dörflinger      |    | Švica      | Morbidelli | 32    | 0     |
| 10    | Pierluigi Conforti     |    | Italija    | Morbidelli | 30    | 1     |

### Razred 50 cm3
| Mesto | Dirkač                 | Št | Država     | Moštvo     | Točke | Zmage |
| ----- | ---------------------- | -- | ---------- | ---------- | ----- | ----- |
| 1     | Angel Nieto            | 1  | Španija    | Bultaco    | 87    | 3     |
| 2     | Eugenio Lazzarini      | 4  | Italija    | Kreidler   | 72    | 2     |
| 3     | Ricardo Tormo          |    | Španija    | Bultaco    | 69    | 1     |
| 4     | Herbert Rittberger     | 2  | Z. Nemčija | Kreidler   | 53    | 1     |
| 5     | Patrick Plisson        |    | Francija   | ABF        | 26    | 0     |
| 6     | Stefan Dörflinger      | 7  | Švica      | Kreidler   | 26    | 1     |
| 7     | Jean-Louis Guignabodet |    | Francija   | Morbidelli | 14    | 0     |
| 8     | Hans Hummel            | 9  | Avstrija   | Kreidler   | 11    | 0     |
| 9     | Julien Van Zeebroeck   | 6  | Belgija    | Kreidler   | 10    | 0     |
| 10    | Ramon Gali             |    | Španija    | Derbi      | 10    | 0     |